# Savoie Grand Revard
Savoie Grand Revard est formé de plusieurs domaines skiable alpins et nordiques, à partir de trois stations-villages français que sont Le Revard, La Féclaz et Saint-François-de-Sales, dans le massif des Bauges.
Surnommé de façon promotionnelle le Petit Canada, le domaine nordique offre des paysages variés étés comme hivers à travers ses alpages, ses clairières et ses forêts.

## Géographie
Le domaine de Savoie Grand Revard est situé au sud-est du massif des Bauges, dans le département de la Savoie.

## Histoire
En 1878, l'ouverture du chemin du Pertuiset rend le Revard accessible à tous (4h d'Aix à pieds pour un bon marcheur). Le chemin de fer à crémaillère Aix-les-bains le Revard est ouvert en août 1892 à l'initiative d'une partie de l'élite aixoise (médecins, hôteliers, hommes politiques). Il fonctionne pendant la « saison » de mai à octobre (le trajet est réduit à 1h15 d'Aix les Bains). En 1908, un groupe de skieurs fait le pari de faire fonctionner la crémaillère à ses risques et périls, ce faisant, ils participent à la création de l'une des premières stations de ski de France. L'année suivante, la crémaillère est équipée d'une étrave et arrive de façon plus aisée et régulière jusqu'au Revard. Les pistes de ski, présentant un faible dénivelé, encouragent la glisse des premières planches. Le Revard devient ainsi la première station française dite de « 2e ou 3e génération », c'est-à-dire construite de toutes pièces contrairement à celles qui se développent autour d'un village.
En décembre 1935 est ouvert le premier « centre de formation des moniteurs » par la Fédération française de ski. L'année suivante, le premier remonte-pente à câble est construit par Gabriel Julliard à proximité du Chalet du Coin du Feu sur les pentes de l'Orionde. Il fait partie des tout premiers téléskis mis en service en France dès les premières semaines de décembre 1935. En 1938, le premier téléski débrayable est installé aux Ébats. En février 1948 sera ouverte la piste de l'Aigle.
Après la Seconde Guerre mondiale, l'aménagement de la montagne est une préoccupation à la fois touristique et démographique (lutte contre la baisse démographique liée au déclin industriel des vallées alpines). La conception de stations destinées à la pratique du ski alpin est confiée à des architectes issus du mouvement moderne. En avril 1953, le domaine du Revard est morcelé en huit lots et la société immobilière (SI) devient le principal propriétaire foncier de la station.

Le ski nordique apparaît dans sa forme moderne au début des années 1950 mais c'est surtout avec le critérium du Revard de 1975 qu'il s'installe véritablement. Le deuxième foyer de ski de fond est ouvert en 1976. 

## La station

### Promotion et positionnement
La promotion des trois stations-villages s'effectue à partir du domaine Savoie Grand Revard. L'office de tourisme se situe à La Féclaz.
Le site est l'un des plus visité au niveau départemental[réf. à confirmer], grâce notamment à sa situation et à son histoire.

### Les stations-villages

#### Le Revard
Le mont Revard est situé sur les communes de Pugny-Chatenod, Trévignin et Montcel. Il fait partie des derniers contreforts septentrionaux du massif des Bauges. Il domine le bassin aixois et le lac du Bourget. Le massif culmine au nord-est du belvédère, à la Tour de l'Angle Est, à 1 562 mètres d'altitude. Ce belvédère est construit sur le plateau du Revard, deuxième site le plus visité dans le département de la Savoie. En effet, il offre un panorama d'exception.
Le Revard, pilier du domaine skiable, est l'une des toutes premières stations de ski créées en France. Son domaine de ski de fond, partagé avec La Féclaz, est l'un des plus importants au niveau national.

#### La Féclaz
La Féclaz est une station familiale. Cette station accueillit l'un des tout premiers téléskis des Alpes qui fut construit au Sire à la Féclaz sur les pentes du Nivolet. Elle est l'un des premiers sites français de ski de fond.

#### Saint-François-de-Sales
Saint-François-de-Sales est la dernière composante du domaine skiable Savoie Grand Revard. Il s'agit d'une station, avant tout, familiale mais qui se développe depuis quelques années.

### Hébergement et restauration
En 2014, la capacité d'accueil des trois stations villages, estimée par l'organisme Savoie Mont Blanc, est de 5 534 lits touristiques répartis dans 703 établissements. La station du Revard possède 279 structures d'accueil pour 1661 lits.

## Domaine skiable et gestion
Le domaine est régi par le un syndicat mixte.
Le conseil syndical de Savoie Grand Revard est placé sous la direction d'élus issus de Grand Lac et de Chambéry Métropole - Cœur des Bauges, qui sont en 2017 : Michel Frugier (président) ; Michel André et Benoit Perroton (vice-présidents) ; Jean-Christophe Eichenlaub (Conseiller délégué) et dix conseillers.

## Activités

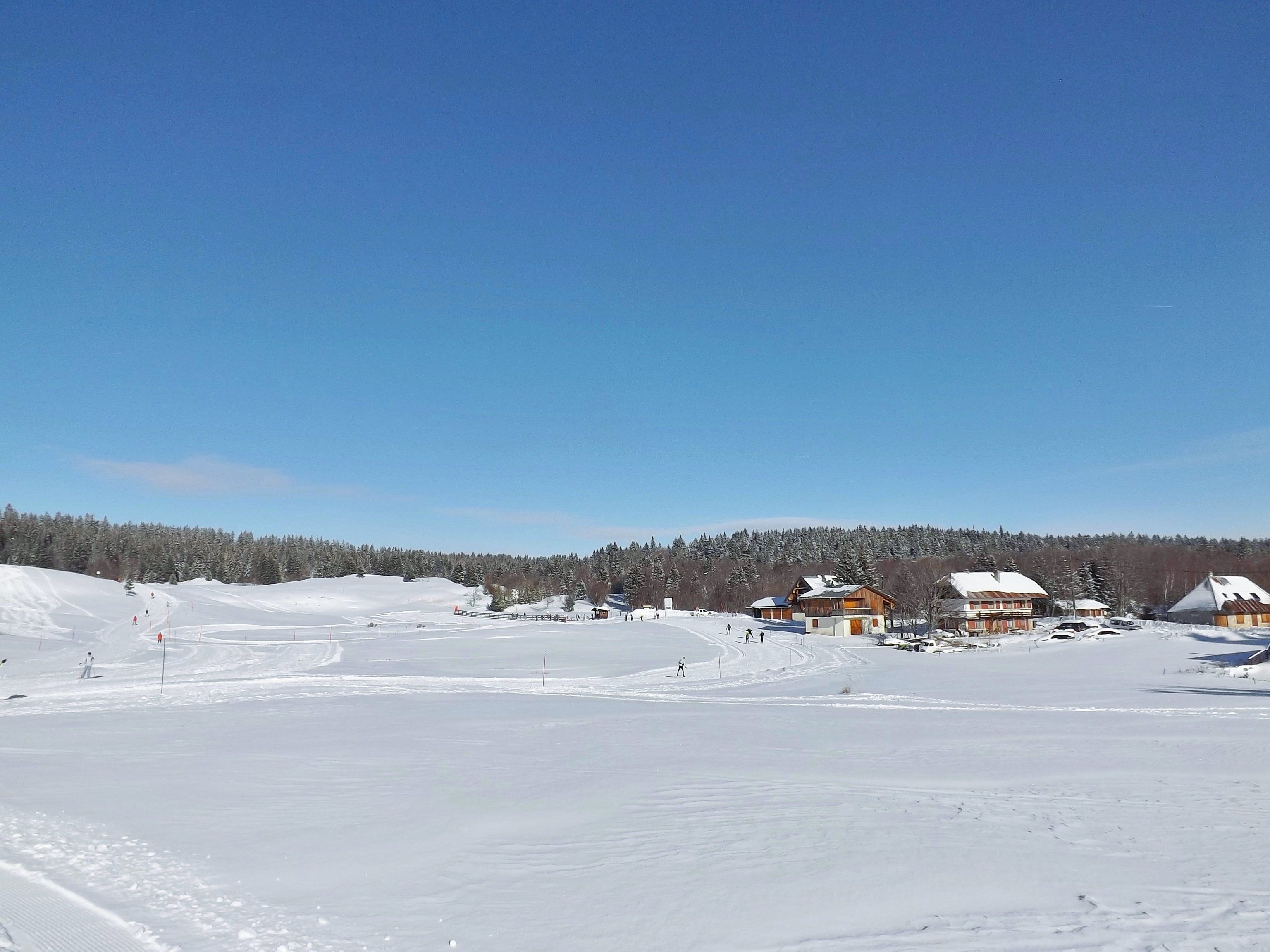
Plateau nordique de La Féclaz.

### Période hivernale

#### Le ski alpin
On compte aujourd'hui 28 pistes de ski alpin à Savoie Grand Revard, 10 téléskis et 2 télésièges et 2 fils neige comprenant 6 pistes vertes, 12 bleues, 7 rouges et 3 noires. La station et les pistes sont très agréables. Depuis l'an passé, des soirées nocturnes sont organisées en période de ski pour animer la station. En tout, on compte 36 km de pistes de ski alpin.

#### Le ski de fond (nordique)
Le plateau de Savoie Grand Revard est surnommé le "petit Canada". Près de 150 km de pistes font le plaisir des fondeurs. On peut y pratiquer le ski de fond classique ou le skating. Les pistes sont en plateaux et en forêt.

#### Randonnées en raquette
- Sentiers de raquette balisés : 60 km

#### Autres activités
Chiens de traineaux, ski-joëring, luge…

### Période estivale

#### Randonnées pédestres
60 km de sentiers pédestres balisés

#### Randonnées en VTT
120 km de pistes de VTT sur le plateau (difficultés allant de la piste verte à la piste noire)
VTT de descente : du Mont Revard jusqu'à Aix-les-Bains soit 22 km de descente et 1 425 mètres de dénivelée. Un bus équipé pour contenir les VTT assure la montée tous les week-ends de juin et tous les jours en juillet-août.

#### Parcours aventure forestier
Plus de 100 ateliers dans les arbres dont un parcours panoramique à 25 mètres du sol.

#### Verticalité
Deux via ferrata (Difficile +, Extrêmement difficile +), escalade, parapente.

#### Autres activités
Tir à l'arc, marche nordique, tennis, dirt monster, contemplation, cueillette.